# Les Mystères d'Udolphe

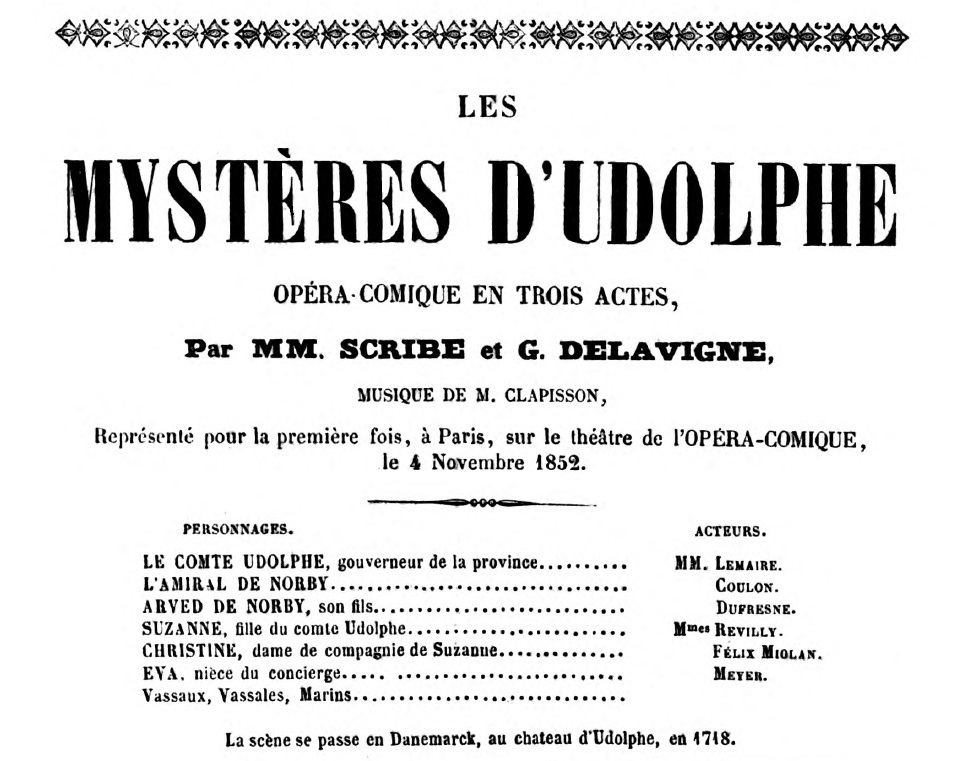
Les Mysteres d'Udolphe - Livret de l'Opera-comique par Scribe, Delavigne et Clapisson

Les Mystères d’Udolphe est un roman gothique d’Ann Radcliffe, publié en Angleterre pendant l’été 1794 par G. G. and J. Robinson, en quatre volumes, et en France, en 1797, grâce à la traduction de Victorine de Chastenay. Les œuvres de cette romancière étaient très appréciées dans l'aristocratie et la bourgeoisie montante, particulièrement auprès des jeunes femmes. Les Mystères d’Udolphe est le quatrième roman, et aussi le plus populaire, d’Ann Radcliffe. Il retrace les aventures d’Émilie Saint-Aubert qui, parmi beaucoup d’autres péripéties, va perdre son père, va devoir faire face à la peur et au surnaturel dans un château lugubre, et être confrontée aux machinations d’un brigand italien. Le roman, souvent cité comme l’archétype du roman gothique, joue un rôle important dans L'Abbaye de Northanger, écrit par Jane Austen, roman dans lequel une jeune femme impressionnable, après avoir lu le roman d’Ann Radcliffe, en vient à considérer ses amis et connaissances comme des méchants ou des victimes, ce qui donne des résultats amusants. Selon le contrat d’Ann Radcliffe concernant le livre, que l’on peut trouver à la bibliothèque de l’Université de Virginie, elle reçut £500 pour le manuscrit.

## Introduction
Les Mystères d'Udolphe, roman gothique par excellence, est rempli d’incidents physiquement et psychologiquement effrayants, de châteaux isolés et délabrés, d’événements apparemment surnaturels, un  homme méchant, sombre et intrigant, et une héroïne persécutée. La romancière ajoute aussi des descriptions magnifiques des Pyrénées et des Apennins. L’action se déroule en 1584 dans le Sud de la France et dans le Nord de l’Italie et se concentre sur la situation désespérée d’Émilie Saint-Aubert, une jeune Française, devenue orpheline après la mort de son père. Émilie se retrouve emprisonnée dans le château d’Udolphe et prise aux mains du Signor Montoni, un voleur italien qui, grâce à ses talents d'usurpateur, a réussi à épouser la tante et tutrice d’Émilie, Madame Chéron. L’histoire d’amour qu’elle entretient avec le superbe Valancourt est réduite à néant à cause de Montoni et des autres personnages. En même temps, Émilie enquête sur la mystérieuse relation entre son père et la marquise de Villeroi, ainsi que sa relation avec le château d’Udolphe.

## Résumé
Émilie Saint-Aubert, fille unique, est issue d’une riche famille de propriétaires terriens sur le déclin. La jeune fille partage un lien étroit avec son père grâce à leur passion mutuelle pour la nature. Après que sa mère meurt d’une grave maladie, le lien entre Émilie et son père se resserre encore plus. Malheureusement, Saint-Aubert contracte la même maladie que sa femme. Le docteur lui conseille de partir prendre l’air de la mer afin de se rétablir. Émilie l’accompagne et tous deux traversent la Gascogne et les somptueuses montagnes des Pyrénées, pour enfin arriver sur la côte méditerranéenne du Roussillon. Pendant leur voyage, ils rencontrent le beau Valancourt, passionné lui aussi par la nature. Émilie et le jeune homme tombent instantanément amoureux.
Après plusieurs jours de voyage, Saint-Aubert décède à la suite de sa maladie et est enterré dans le couvent de Sainte-Claire. Émilie, maintenant orpheline, est forcée de retourner en Gascogne sous la tutelle de sa tante, Mme Chéron, comme le voulait son père. Mme Chéron, superficielle et ne pensant qu’aux relations avantageuses qu’elle pourrait faire, ne partage en rien les intérêts d’Émilie et ne lui montre aucune affection. Bien au contraire : Mme Chéron s’oppose au mariage d’Émilie et Valancourt, et ruine à jamais les espoirs d’Émilie lorsque sa tante se marie avec le sombre Signor Montoni, soi-disant riche italien. Émilie, la nouvelle Mme Montoni et lui-même partent pour Venise où Montoni essaie de marier Émilie au comte Morano. Après avoir découvert la vérité sur les finances de Morano, Montoni envoie sa femme et Émilie au château d’Udolphe, dans les Apennins.
Émilie a peur d’avoir perdu Valancourt pour toujours. En plus d’être triste et d’avoir le cœur brisé, elle va être témoin d’événements surnaturels qu’elle essaiera de comprendre et de relier aux rumeurs étranges qui circulent dans le château. Morano, laissé à Venise, ne tarde pas à atteindre le château d’Udolphe et essaie de kidnapper Émilie qui refuse obstinément de le suivre malgré ses avertissements sur les desseins de Montoni. Mais sa tentative d’enlever Émilie est découverte par Montoni qui se bat contre lui, le blesse et le chasse.
Les mois s’écoulent et Montoni menace avec force et violence sa femme pour qu’elle lui cède ses propriétés toulousaines qui, en cas de décès, reviendraient à Émilie. Parce que sa tante a vaillamment résisté à la pression de Montoni, elle meurt d’une maladie due à son emprisonnement dans une tour isolée du château et le manque de nourriture et de soin. Malgré la mort de Mme Montoni, Montoni ne libère pas Émilie malgré ses supplications. Lors d’une attaque du château, Montoni envoie Émilie en Toscane avec deux de ses gardes. Émilie, apeurée par la cruauté des deux hommes et par peur de mourir, signe à son retour au château d’Udolphe les papiers cédant ainsi les propriétés de Mme Montoni à son mari. Dans le même temps, Émilie découvre qu’un prisonnier gascon vit dans le château et pense ardemment que c’est Valancourt. Sa déception est grande lorsqu’elle rencontre le fameux prisonnier et découvre M. Dupont, un admirateur secret, qui habitait près de La Vallée. Peu de temps après, grâce à Annette, femme de chambre, et Ludovico, Émilie s’enfuit du château avec M. Dupont.
Après un long voyage, les quatre aventuriers arrivent en France, à l’endroit même où Émilie a enterré son père. Elle fait la connaissance de la famille Villefort dont le château de Blangy semble aussi receler d’étranges secrets et de fantômes, notamment celui de la marquise de Villeroi. Après quelque temps, Émilie découvre que Valancourt a perdu sa fortune à Paris ainsi que sa dignité. Bien qu’elle essaie de l’éviter, ils se rencontreront tous deux par hasard de nombreuses fois. Mais Émilie reste ferme sur sa décision et décide de ne plus l'aimer. Elle retourne à Toulouse puis à La Vallée où des jours de souffrance et de tristesse l'attendent. Ses amis les Villefort la convient dans leur château de Blangy et c'est lors de ce séjour qu'Émilie apprendra toute la vérité sur la relation entre son père et la marquise de Villeroi, sur la Signora Laurentini et sur Udolphe. Peu après, l'honneur de Valancourt est rétabli: tout n'était qu'un malentendu. Montoni étant décédé, Émilie prend le contrôle de son héritage et épouse Valancourt.

## Personnages
Émilie Saint-Aubert: Presque tout le roman est écrit selon son point de vue. C’est une très belle jeune fille, au visage gracieux et doux. Elle aime la lecture, la nature, la poésie et la musique, passions qu’elle partage avec Valancourt, pour qui elle voue un amour infini. Elle est courageuse, obéissante, sensible et indépendante.
Saint-Aubert: C’est le père d’Émilie. Il meurt très tôt dans le roman, lors de leur voyage vers la Méditerranée. Sur son lit de mort, il avertit Émilie de ne pas succomber à ses sentiments mais de les contrôler. Sa relation avec la marquise de Villeroi est un des mystères principaux de l’histoire.
Valancourt: Valancourt est le plus jeune frère du conte Duvarney. Il tombe amoureux d’Émilie lors de leur voyage vers la Méditerranée alors qu’il est en permission. C’est un très beau jeune homme, enthousiaste, et au caractère noble. Saint-Aubert estime Valancourt et pense qu’il correspond tout à fait à Émilie bien que sa fortune ne soit pas très grande.
Madame Cheron: Mme Chéron est la sœur de Saint-Aubert et tante d’Émilie. Mme Chéron est une femme au caractère égoïste, qui ne pense qu’à l’aspect matériel de la vie et à son apparence. Riche veuve, elle vit près de Toulouse et devient la tutrice d’Émilie après la mort de Saint-Aubert. Elle fait preuve de méchanceté, de froideur et de mépris  à l’égard d’Émilie. Pourtant, sur son lit de mort, quand Émilie s’occupe d’elle et la réconforte, le caractère de Mme Chéron s’adoucit petit à petit.
Montoni: Montoni est le méchant des romans gothiques par excellence. Menaçant, hautain et calculateur, il se fait passer pour un riche italien afin d’obtenir les faveurs de Mme Chéron et de l’épouser. Une fois en Italie, il emprisonne Émilie et sa tante dans le château d’Udolphe dans l’intention d’acquérir la fortune et les terres de Mme Chéron. C’est un homme cruel et froid, envers sa femme, comme envers Émilie qu’il n’hésite pas à menacer physiquement. Dénoncé par le comte Morano, le château d’Udolphe est pris par les officiers et Montoni meurt. Une relation assez ambiguë se crée entre Montoni et Émilie: il est son geôlier mais aussi son protecteur. On le voit notamment quand Montoni protège Émilie de Morano.
Comte Morano: Émilie rencontre le comte Morano par le biais de Montoni lorsqu’ils sont à Venise. Montoni veut que Morano et Émilie se marient. Bien que le premier soit ravi de cet état de fait, Émilie refuse, et refusera jusqu’au bout, d’accéder à la demande de Montoni. Lorsque Montoni découvre que Morano n’est pas aussi riche qu’il le prétendait, il envoie Émilie à Udolphe. Fou de rage, Morano suit Émilie à Udolphe et tente de l’enlever à deux reprises. La passion qu’il a pour Émilie aveugle son jugement. Bien qu’il souhaite le bonheur d'Émilie, il ne semble pas comprendre que la jeune fille n’éprouve pas les mêmes sentiments que lui. 
Annette: Annette est la femme de chambre de Mme Chéron et amie d’Émilie. Elle sera une alliée précieuse lors de ces nombreux mois passés dans le château. Annette est une fille simple, encline à l’exagération et à la superstition. Elle est d’ailleurs la première à colporter les rumeurs sur les soi-disant fantômes du château, ainsi qu’à rapporter ce qu’elle aurait vu ou entendu, parfois même en déformant la vérité. Bavarde, honnête et joyeuse, elle restera fidèle à Émilie. Elle est amoureuse de Ludovico.
Ludovico: Ludovico est un des servants de Montoni. Il est amoureux d’Annette. Il fait preuve de plus de bon sens qu’Annette lorsqu’on en vient à parler de fantômes et de revenants. Courageux et rapide d’esprit, lui aussi sera d’une précieuse aide à Émilie.
Cavigni, Verezzi et Bertolini: Tous les trois sont des chevaliers, amis de Montoni.
Cavigni est rusé, prudent et flatteur. Verezzi est un homme doué, à l’imagination passionnée, joyeux, voluptueux et audacieux. Bertolini est un homme courageux, joyeux, qui ne se méfie pas des autres, et extravagant. Il se comporte de manière frivole avec Émilie ce qui l’inquiète. Tous trois désirent secrètement se marier avec la jeune fille.
Orsino: Orsino est un assassin, chef préféré de Montoni. Il est cruel, méfiant, sans pitié, et a l’esprit vengeur. Il se réfugie chez Montoni à Venise puis au château d’Udolphe après qu’il a commis son crime.